# Harry Barnes (politiker)
Harry Barnes, född 2 juli 1936, var en brittisk politiker inom Labour. Han var  parlamentsledamot för valkretsen North East Derbyshire från 1987 till 2005. Han räknades till vänstern inom partiet och röstade ofta mot partiledningen.